# Kvindeeg
En kvindeeg er et egetræ plantet til minde om grundlovsændringen i 1915, der bl.a. gav valgret til kvinder. Betegnelsen "grundlovseg" eller "mindeeg" ses også, og i nogle tilfælde blev egetræet suppleret af en mindesten, der forklarede om årsagen til dets plantning.
Slots- og Kulturstyrelsen har registreret både egetræer og mindesten, som kan søges frem på styrelsens website.